# Platysenta vacillans
Platysenta vacillans là một loài bướm đêm trong họ Noctuidae.